# 戈雷什馬諾沃區
56°28′29″N 68°36′51″E / 56.47472°N 68.61417°E
戈雷什馬諾沃區（俄语：Голышмановский район），是俄羅斯的一個區，位於該國南部，由秋明州負責管轄，面積4,085平方公里，2010年該區人口26,747，人口密度每平方公里6.55人。